# Letecký útvar Ministerstva vnitra Slovenské republiky
Letecký útvar Ministerstva vnitra Slovenské republiky (slovensky Letecký útvar Ministerstva vnútra Slovenskej republiky) je slovenská vládní letecká služba se sídlem v Bratislavě. Její hlavní základna je na Letišti M. R. Štefánika v Bratislavě.

## Historie

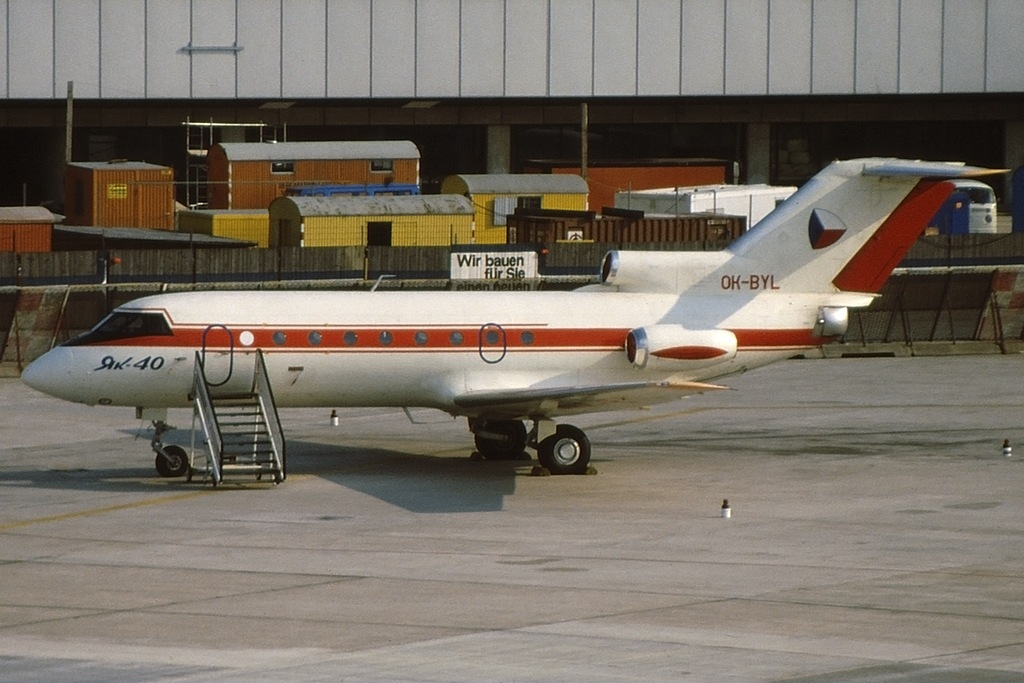
Jakovlev Jak-40 (OK-BYL) ve službách Letecké správy federálního ministerstva vnitra, 1985

17. listopadu 1961 vznikla v Ivance při Bratislavě odloučená skupina Leteckého oddílu ministerstva vnitra Československé socialistické republiky. Úkolem skupiny bylo zajišťovat přepravu vládních představitelů do Prahy, Brna a Ostravy. V té době měla skupina k dispozici dvě letadla. Po vzniku samostatné Slovenské republiky, 1. ledna 1993 přibyl počet letadel a pilotů, kteří dnes mají nalétáno od 4 000 do 12 000 letových hodin, čímž se řadí mezi zkušené piloty. Svědčí o tom i fakt, že od vzniku Slovenské republiky nedošlo k žádnému incidentu. Letadla slovenské vládní letky letěla i do vzdálenějších zemí jako např. Chile, Japonsko, Argentina, Austrálie a Nový Zéland. Vládní letka uskutečnila také množství humanitárních letů do Íránu, Pákistánu, Turecka, Srí Lanky, na Haiti nebo do Egypta. Od 3. října 2011 Letecký útvar MV SR zabezpečuje vrtulníky Mil Mi-171 ochranu východní hranice s Ukrajinou, protože Ministerstvo vnitra SR ukončilo smlouvu se soukromou firmou, která do té doby zajišťovala ochranu. 
V souvislosti s modernizací dosluhujícího letadlového parku byly v roce 2015 zakoupeny dva vrtulníky Bell 429 jako náhrada za Mil Mi-17. V roce 2016 byl jako náhrada za Tupolev Tu-154M zakoupen jeden Airbus A319-115 (ACJ) (OM-BYA) a dvě letadla Fokker 100, která nahradila dvojici Jakovlevů Jak-40. Koncem ledna 2017 vstoupil do služby u vládní letky druhý Fokker 100 a v polovině srpna byl dodán i druhý A319-115 (OM-BYK), který vstoupil do služby začátkem září.

## Flotila

### Letka přepravy ústavních činitelů
Flotilu letky tvoří následující letadla (údaje platné pro 1. březen 2025):
| Letadlo          | Foto             | Země původu      | Verze            | Ve službě        | Registrace       | Počet sedadel    | Poznámky |
| Dopravní letadla | Dopravní letadla | Dopravní letadla | Dopravní letadla | Dopravní letadla | Dopravní letadla | Dopravní letadla | Dopravní letadla |
| ---------------- | ---------------- | ---------------- | ---------------- | ---------------- | ---------------- | ---------------- | --- |
| Airbus A319      |                  | Evropská unie    | A319-115 (ACJ)   | 1 1              | OM-BYA OM-BYK    | 34 69            | Náhrada za letadla Tu-154M. První A319 (OM-BYA) je u leteckého útvaru oficiálně ve službě od 14. června 2016. Druhý A319 (OM-BYK) vstoupil do služby 2. září 2017.  |
| Fokker 100       |                  | Nizozemsko       | Fokker 100       | 2                | OM-BYB OM-BYC    | 30 29            | Náhrada za Jak-40. První letadlo (OM-BYC) je u leteckého útvaru oficiálně ve službě od 26. září 2016. Druhý Fokker 100 (OM-BYB) vstoupil do služby 29. ledna 2017 . |

### Policejní letka
Flotilu policejní letky tvoří následující vrtulníky (údaje platné pro 1. březen 2025):
| Letadlo   | Foto      | Země původu | Verze     | Ve službě | Registrace    | Počet sedadel | Poznámky |
| Vrtulníky | Vrtulníky | Vrtulníky   | Vrtulníky | Vrtulníky | Vrtulníky     | Vrtulníky     | Vrtulníky |
| --------- | --------- | ----------- | --------- | --------- | ------------- | ------------- | --- |
| Bell 429  |           | USA Kanada  | Bell 429  | 1         | OM-BYD        | 7             | Vrtulník s imatrikulační značkou OM-BYM se 10. května 2017 zřítil ve vojenském prostoru letecké základny v Prešově, přičemž čtyři osoby na palubě utrpěly těžká zranění, z nichž dva hasiči zemřeli (jeden na místě nehody a druhý po převozu do košické nemocnice). |
| Mil Mi-17 |           | Rusko       | Mi-171    | 2         | OM-BYH OM-BYU | 22 26         | Vrtulníky s imatrikulační značkou B-1717 a B-1730 byly v roce 2010 vyřazeny a následně odprodány. V současnosti provozované Mi-171 nejsou vybaveny nákladovou rampou.                                                                                                |

### Letadla používaná v minulosti
| Letadlo          | Foto             | Země původu          | Verze            | Registrace                                | Počet sedadel    | Období služby           |
| Dopravní letadla | Dopravní letadla | Dopravní letadla     | Dopravní letadla | Dopravní letadla                          | Dopravní letadla | Dopravní letadla        |
| ---------------- | ---------------- | -------------------- | ---------------- | ----------------------------------------- | ---------------- | ----------------------- |
| Jakovlev Jak-40  |                  | Sovětský svaz        | Jak-40 Jak-40K   | OM-BYE OM-BYL                             | 24 16            | 1993 - 2017             |
| Tupolev Tu-154   |                  | Sovětský svaz Rusko  | Tu-154M          | OM-BYO OM-BYR                             | 155 94           | 1993 - 2017 1998 - 2012 |
| Vrtulníky        |                  |                      |                  |                                           |                  |                         |
| Mil Mi-2         |                  | Sovětský svaz Polsko | Mi-2Fm Mi-2      | B-2405 B-2406 B-2048 B-2744 B-2909 B-2950 | ?                | 1993 -?                 |
| Mil Mi-8         |                  | Sovětský svaz        | Mi-8P Mi-8PS-11  | B-8231 B-8427 B-8939 B-8532               | ? 11             | 1993 -?                 |
| Mil Mi-17        |                  | Rusko                | Mi-171           | B-1717 B-1730                             | ?                | ? - 2010                |